# شارون مايدا
شارون مايدا (بالإنجليزية: Sharon Maeda)‏ هي ناشِطة أمريكية، ولدت في 1945 في ميلواكي في الولايات المتحدة.